# لوماس دي ثامورا
لوماس دي ثامورا (بالإسبانية: Lomas de Zamora)‏ هي مدينة ضمن محافظة بوينس آيرس في الأرجنتين. يقدر عدد سكانها بـ 111,897 نسمة وترتفع عن سطح البحر بـ20 متر.

## توأمة
للوماس دي ثامورا اتفاقيات توأمة مع:
- إيباغيه

## أعلام
- بابلو كافاييرو
- إدواردو دوالده
- سباستيان بلانكو
- فاكوندو فيرايرا
- جيرمان دينيس